# Learco Pignagnoli
Learco Pignagnoli è uno scrittore immaginario, personaggio creato dallo scrittore Daniele Benati.

## Pseudo biografia
Learco Pignagnoli sarebbe nato a Campogalliano e a San Giovanni in Persiceto e avrebbe scritto epigrammi, racconti brevissimi e paradossali, note autobiografiche, materiale poi raccolto dal Benati, che si presenta come curatore dell'opera di Pignagnoli.
Le sue opere sarebbero state pubblicate in piccola parte già nel 1995, su Il Semplice, rivista edita da Feltrinelli. 
Nel 2003 sarebbe stato organizzato un convegno su Pignagnoli al Festival Filosofia di Modena. Nel 2006 viene pubblicato Opere complete di Learco Pignagnoli, asseritamente a cura del predetto Benati.

## Opere
- Opere complete di Learco Pignagnoli, a cura di Daniele Benati (Aliberti, 2006)